# Le due verità (film 1951)
Le due verità è un film del 1951 diretto da Antonio Leonviola.

## Trama
Il giovane Loris è accusato della morte della sua amante Maria Luce, e la pubblica accusa non sembra avere difficoltà a dimostrare la sua colpevolezza, dato che lui non tenta nemmeno di discolparsi durante il processo. L'arrivo dell' ex-avvocato Cidoni, che prende il posto della difesa, ribalta invece la tesi dell'accusa e dimostra invece che la vittima non era un'ingenua ragazza come si era creduto sino ad allora.

## Produzione
Il film rientra nel filone dei melodrammi sentimentali, comunemente detto strappalacrime, allora molto in voga tra il pubblico italiano, in seguito ribattezzato dalla critica con il termine neorealismo d'appendice, amalgamato con elementi polizieschi.

## Distribuzione
Il film venne distribuito in Italia nel corso del 1951.
Fu in seguito distribuito nei seguenti Paesi: Francia (20 giugno 1952), Svezia (27 ottobre 1952), Danimarca (9 settembre 1953), Germania Ovest (1953), Austria (11 giugno 1954), Finlandia (25 marzo 1955).
Nel corso del 1955 fu distribuito anche negli Stati Uniti.